# 伊莎贝尔·迪谢奈
伊莎贝尔·迪谢奈（法語：Isabelle Duchesnay，1963年12月18日—），法国女子花样滑冰运动员。她曾代表法国参加1988年和1992年冬季奥林匹克运动会花样滑冰比赛，获得一枚银牌。